# Thomas Ford (remero)
Thomas Ford (Holmes Chapel, 3 de octubre de 1992) es un deportista británico que compite en remo. Su hermana Emily compite en el mismo deporte.
Participó en dos Juegos Olímpicos de Verano, obteniendo dos medallas, bronce en Tokio 2020 y oro en París 2024, ambas en la prueba de ocho con timonel.
Ganó cuatro medallas en el Campeonato Mundial de Remo entre los años 2018 y 2023, y seis medallas en el Campeonato Europeo de Remo entre los años 2018 y 2024.

## Palmarés internacional
| Juegos Olímpicos   | Juegos Olímpicos         | Juegos Olímpicos  | Juegos Olímpicos   |
| Año                | Lugar                    | Medalla           | Prueba             |
| ------------------ | ------------------------ | ----------------- | ------------------ |
| 2020               | Tokio (Japón)            | Medalla de bronce | Ocho con timonel   |
| 2024               | París (Francia)          | Medalla de oro    | Ocho con timonel   |
| Campeonato Mundial |                          |                   |                    |
| Año                | Lugar                    | Medalla           | Prueba             |
| 2018               | Plovdiv (Bulgaria)       | Medalla de bronce | Cuatro sin timonel |
| 2019               | Ottensheim (Austria)     | Medalla de bronce | Ocho con timonel   |
| 2022               | Račice (República Checa) | Medalla de oro    | Ocho con timonel   |
| 2023               | Belgrado (Serbia)        | Medalla de oro    | Ocho con timonel   |
| Campeonato Europeo |                          |                   |                    |
| Año                | Lugar                    | Medalla           | Prueba             |
| 2018               | Glasgow (Reino Unido)    | Medalla de plata  | Cuatro sin timonel |
| 2019               | Lucerna (Suiza)          | Medalla de plata  | Ocho con timonel   |
| 2021               | Varese (Italia)          | Medalla de oro    | Ocho con timonel   |
| 2022               | Múnich (Alemania)        | Medalla de oro    | Ocho con timonel   |
| 2023               | Bled (Eslovenia)         | Medalla de oro    | Ocho con timonel   |
| 2024               | Szeged (Hungría)         | Medalla de oro    | Ocho con timonel   |